# BMW N52
| N52                            | N52                                                   |
| ------------------------------ | ----------------------------------------------------- |
|                                |                                                       |
| Виробник:                      | BMW                                                   |
| Марка:                         | N52                                                   |
| Тип:                           | Шестициліндровий двигун                               |
| Робочий об'єм:                 | - 2,5 л - (2,497 куб.см) - 3,0 л - (2,996 куб.см) см3 |
| Максимальна потужність:        | 130-200 кВт (174–268 к.с.) кВт                        |
| Максимальний обертовий момент: | 230-315 Н⋅м Н·м                                       |
| Циліндрів:                     | 6                                                     |
| Клапанів:                      | 24                                                    |
| Хід поршня:                    | - 78.8 мм (3,1 дюйма) - 88 мм (3,5 дюйма) мм          |
| Діаметр циліндра:              | - 82 мм (3,2 дюйма) - 85 мм (3,31 дюйма) мм           |
| Система живлення:              | Пряме впорскування                                    |
| Охолодження:                   | рідинне охолодження                                   |
| Газорозподільний механізм:     | DOHC з VVT                                            |
| Матеріал блоку циліндрів:      | Магній-Алюміній                                       |
| Матеріал ГБЦ:                  | Алюміній                                              |
| Тактність (число тактів):      | 4                                                     |
| Червона зона:                  | 6500 об/хв                                            |
| Рекомендоване паливо:          | Бензин                                                |

BMW N52 — рядний шестициліндровий атмосферний бензиновий двигун, який випускався з 2004 по 2015 рік. N52 замінив BMW M54 і дебютував на E90 3 серії та E63 6 серії.
N52 був першим двигуном з водяним охолодженням, у блоці двигуна якого використовувалася композитна конструкція з магнію та алюмінію. Також входив до списку 10 найкращих двигунів Ward у 2006 та 2007 роках.
На європейських ринках N52 почали поступово припиняти після випуску BMW N53 у 2007 році. Однак на таких ринках, як Сполучені Штати, Канада, Австралія та Малайзія, N53 було визнано непридатним через високий рівень сірки в паливі. З 2011 року N52 почав замінюватися чотирициліндровим двигуном BMW N20 з турбонаддувом, поки виробництво N52 не було завершено у 2015 році.
На відміну від своїх попередників, у N52 немає версії BMW M.
N52 був першим двигуном з водяним охолодженням, у блоці двигуна якого використовувалася композитна конструкція з магнію та алюмінію.

## Дизайн

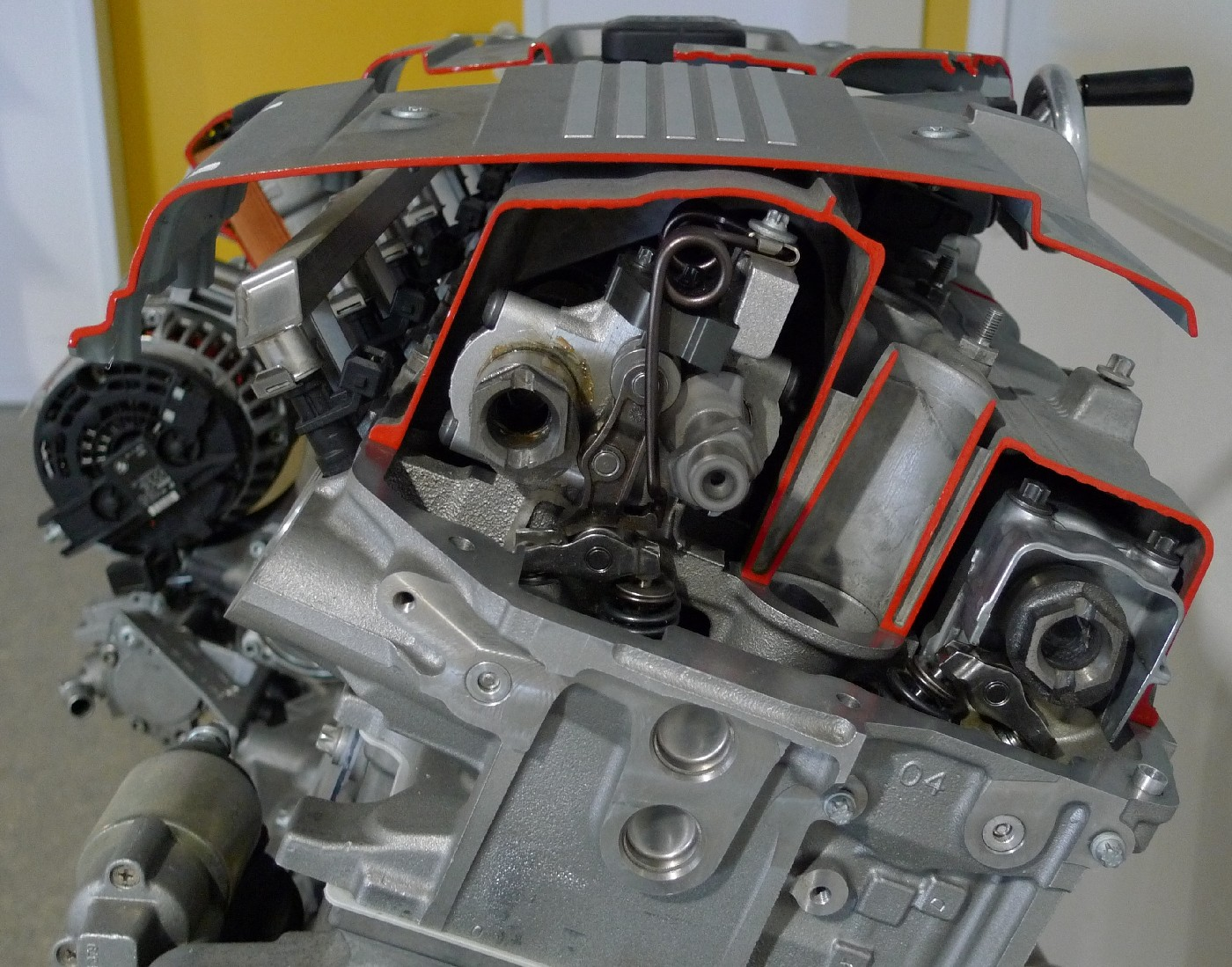
Задня частина N52 із видимим Valvetronic

У порівнянні зі своїм попередником M54, N52 має Valvetronic (змінний підйом клапана), полегшений блок завдяки використанню магнієвого сплаву та електричний водяний насос (замінює водяний насос з ремінним приводом) і масляний насос зі змінною продуктивністю. Червону лінію було збільшено з 6500 обертів до 7000 об/хв, крім N52B25 (130 кВт).
Як і M54, N52 використовує електронне керування дросельною заслінкою та змінні фази газорозподілу (подвійний VANOS). Версії N52 з більшою потужністю використовують триступеневий впускний колектор зі змінною довжиною (також званий "DISA").
Блок двигуна N52 виготовлений із комбінації магнію та алюмінію. Магній легший за алюміній, однак він має більший ризик корозії від води та може повзати під навантаженням за високих температур; це робить традиційні магнієві сплави непридатними для витримування високих навантажень, яким піддається блок двигуна. Тому BMW використала магнієвий сплав для корпусу картера з алюмінієвим «внутрішнім блоком», щоб подолати обмеження магнієвих сплавів. Гільзи циліндрів виготовлені з алюсил, а для зменшення ваги використовується порожнистий розподільний вал.
Блок керування двигуном (також званий «DME») — Siemens MSV70.

## Моделі

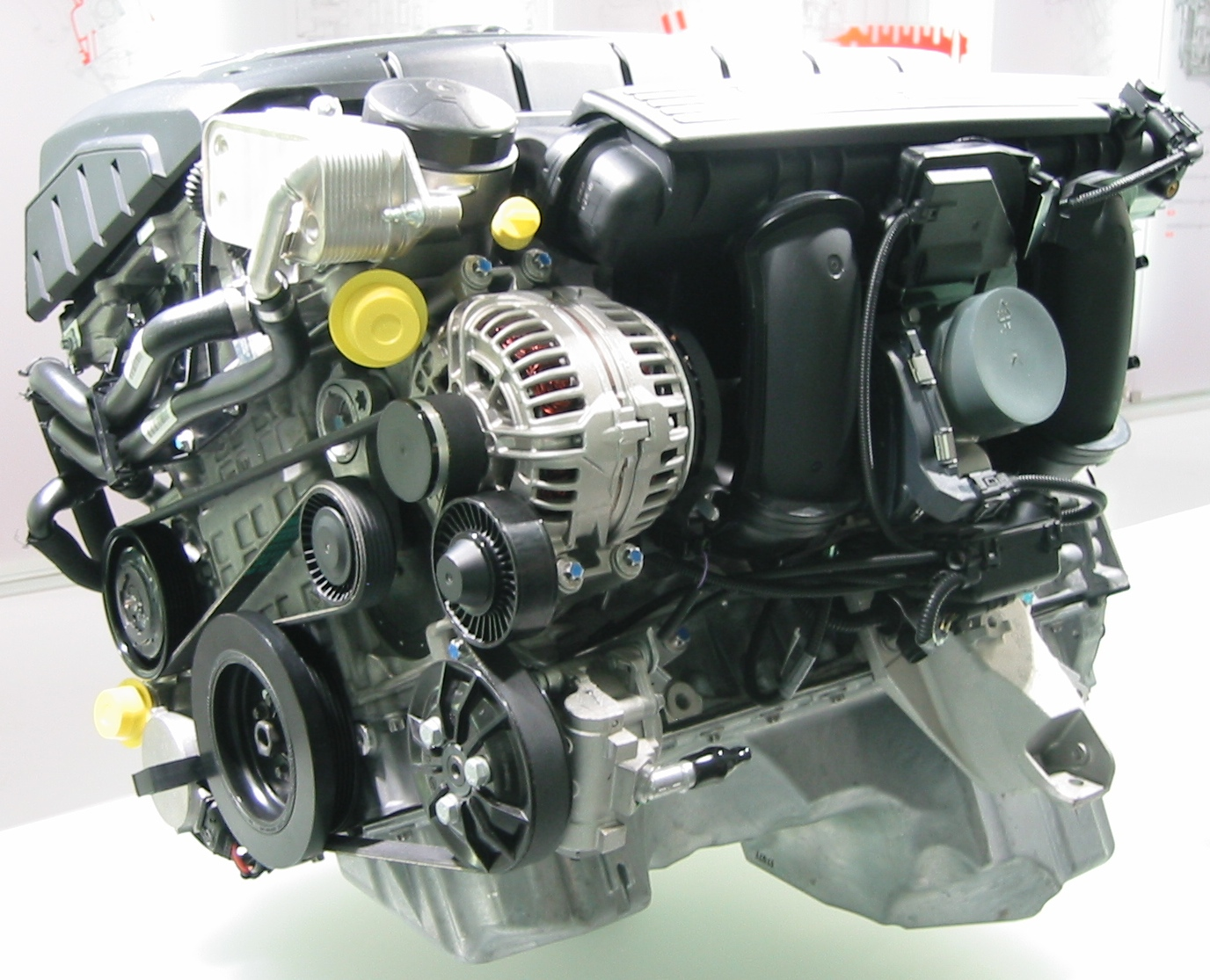
N52 вид з боку

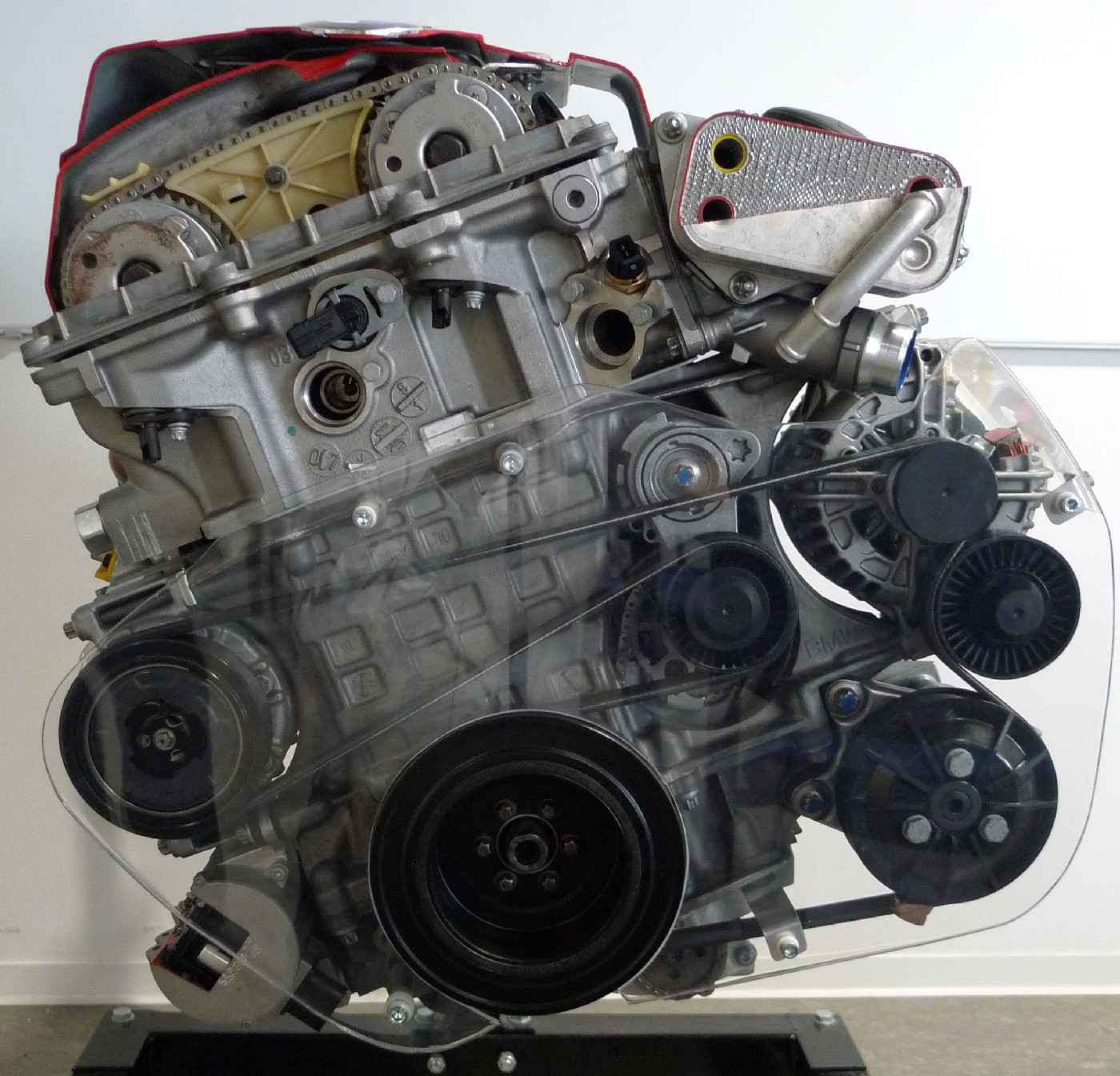
Передня частина N52

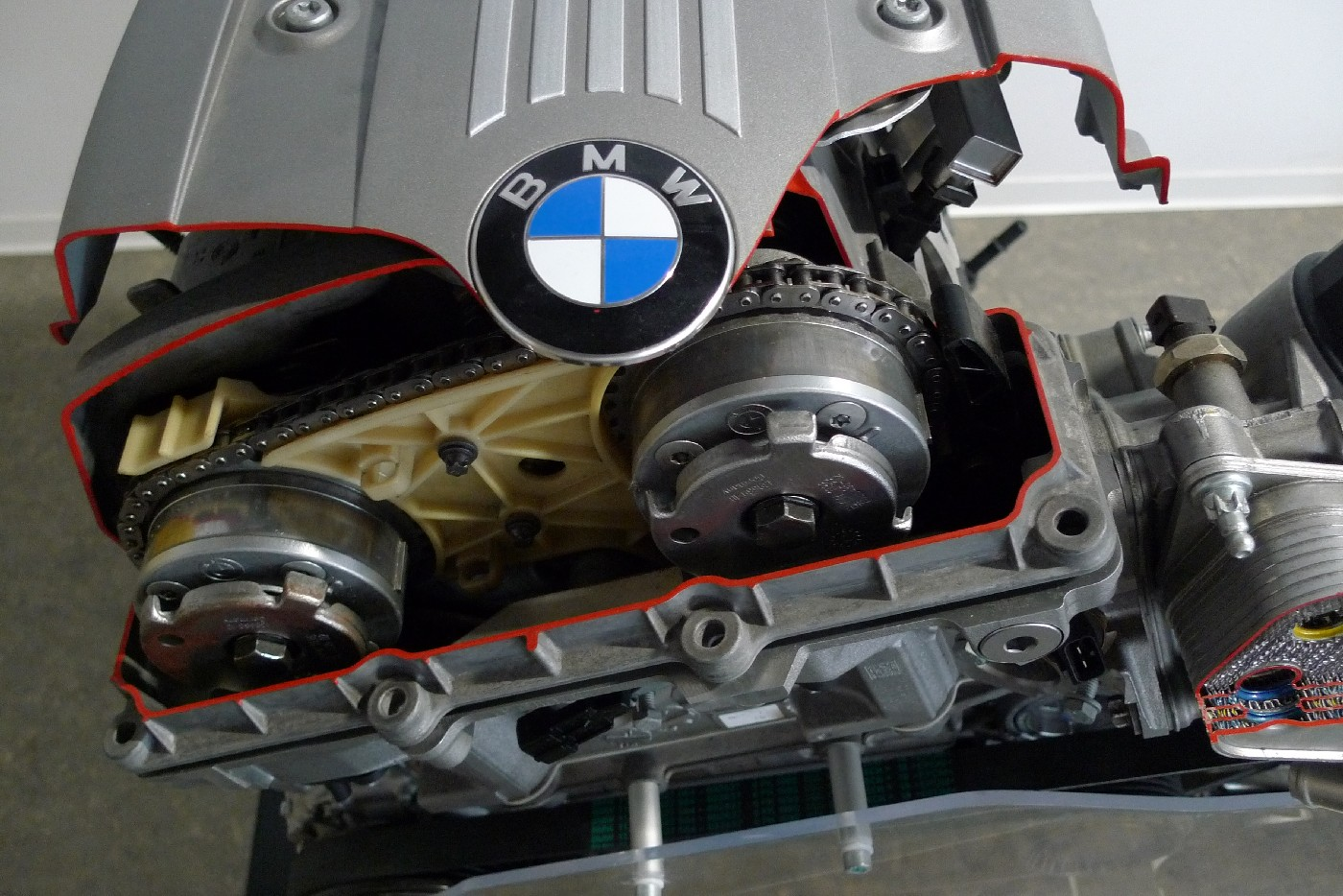
Передня частина N52, видно блоки VANOS

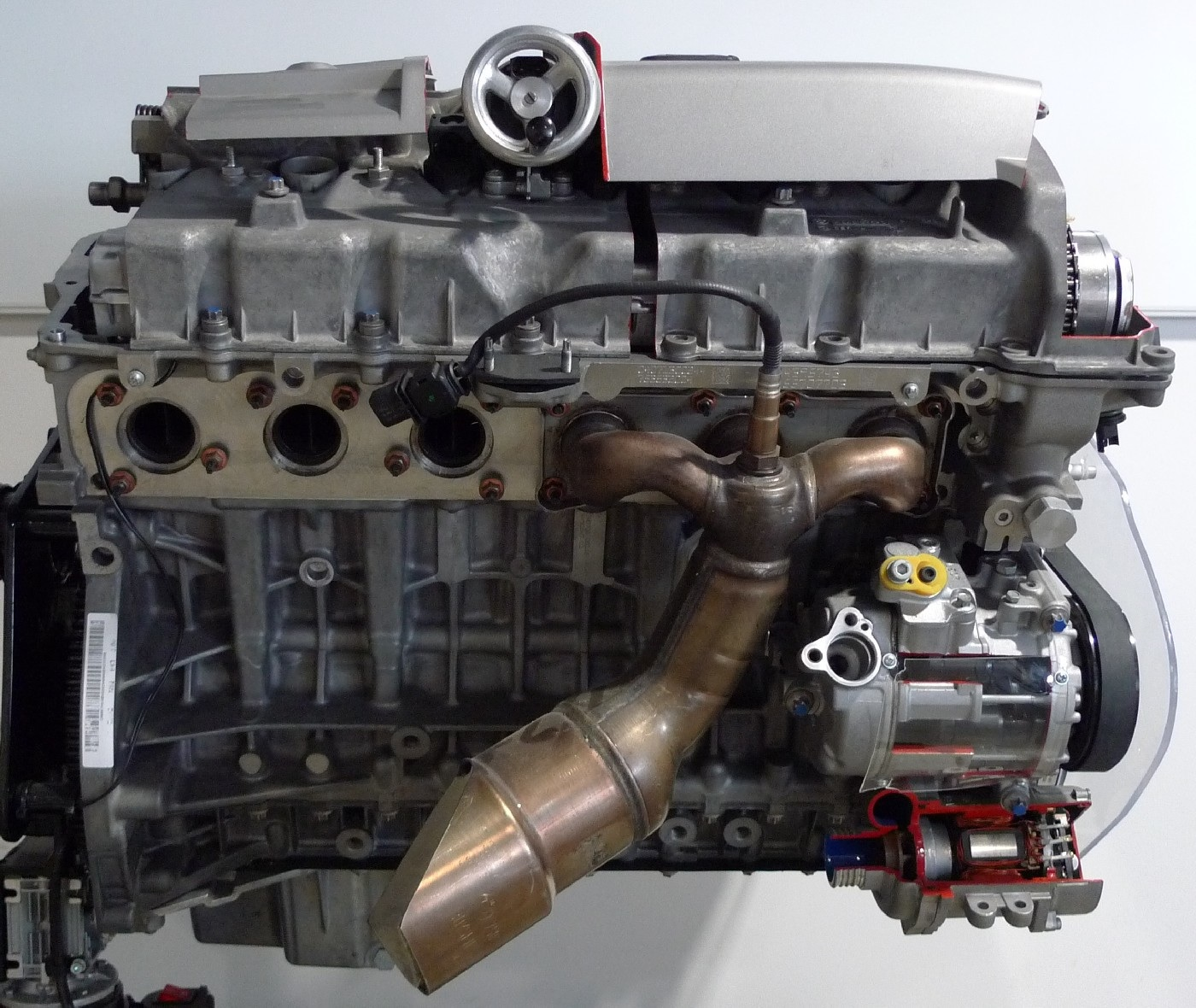
Вихлопна сторона N52

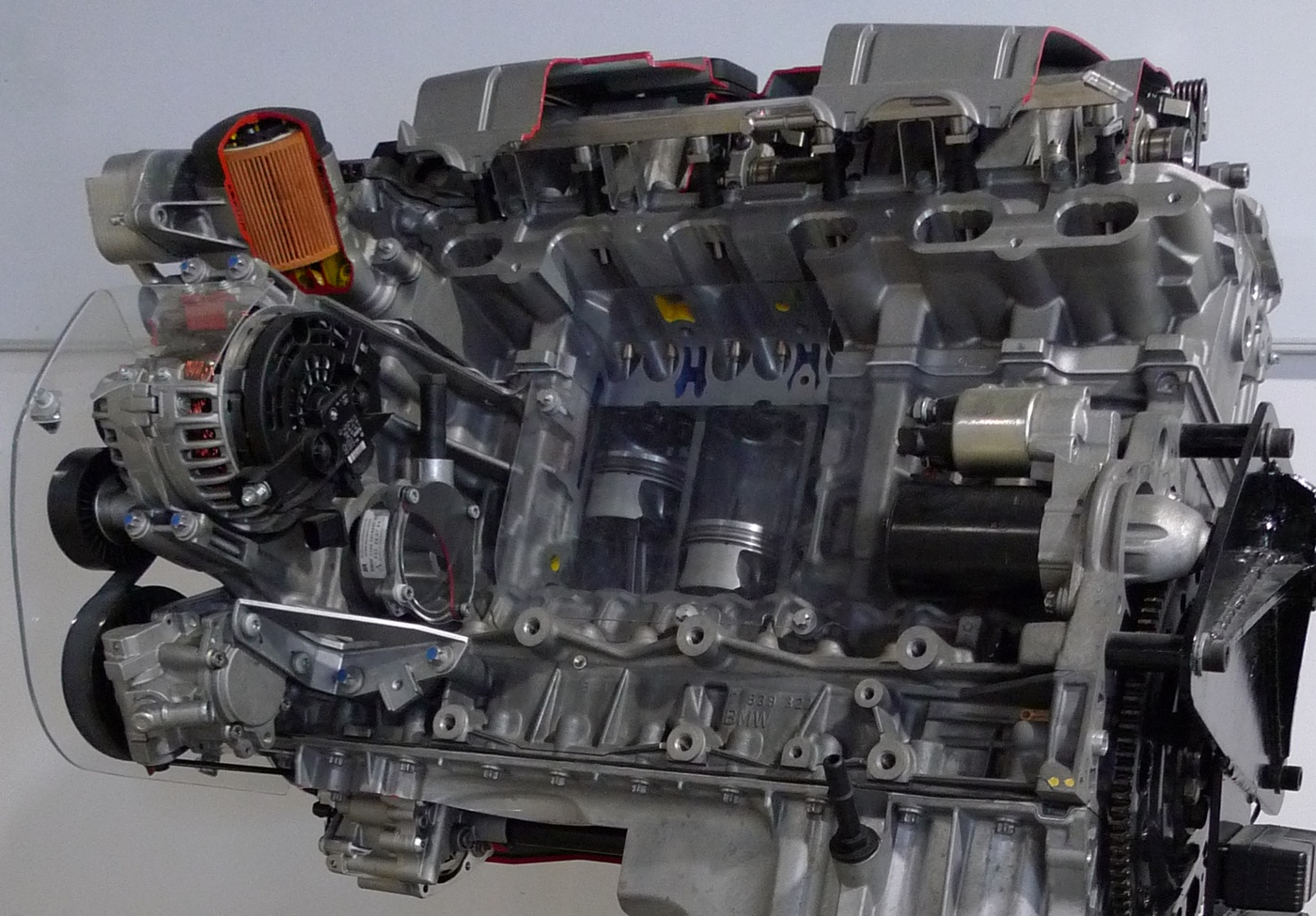
Розріз впускної сторони N52 із зображенням циліндрів

| Двигун | Об‘єм                   | Потужність                                | Крутний момент                             | Роки           |
| ------ | ----------------------- | ----------------------------------------- | ------------------------------------------ | -------------- |
| N52B25 | 2 497 см3 (152,4 дюйм3) | 130 кВт (174 гальм. к. с.) при 5800 об/хв | 230 Н⋅м (170 фунт⋅фут) при 3500-5000 об/хв | 2005-2008 роки |
| N52B25 | 2 497 см3 (152,4 дюйм3) | 150 кВт (201 гальм. к. с.) при 6400 об/хв | 250 Н⋅м (184 фунт⋅фут) при 2750 об/хв      | 2007-2011 роки |
| N52B25 | 2 497 см3 (152,4 дюйм3) | 160 кВт (215 гальм. к. с.) при 6500 об/хв | 250 Н⋅м (184 фунт⋅фут) при 2750-4250 об/хв | 2004-2013 роки |
| N52B30 | 2 996 см3 (182,8 дюйм3) | 160 кВт (215 гальм. к. с.) при 6100 об/хв | 270 Н⋅м (199 фунт⋅фут) при 2500-4250 об/хв | 2006-2010 роки |
| N52B30 | 2 996 см3 (182,8 дюйм3) | 160 кВт (215 гальм. к. с.) при 6100 об/хв | 280 Н⋅м (207 фунт⋅фут) при 2500-3500 об/хв | 2010-2011 роки |
| N52B30 | 2 996 см3 (182,8 дюйм3) | 170 кВт (228 гальм. к. с.) при 6500 об/хв | 270 Н⋅м (199 фунт⋅фут) при 2750 об/хв      | 2007-2013 роки |
| N52B30 | 2 996 см3 (182,8 дюйм3) | 180 кВт (241 гальм. к. с.) при 6500 об/хв | 310 Н⋅м (229 фунт⋅фут) при 2750 об/хв      | 2008-2011 роки |
| N52B30 | 2 996 см3 (182,8 дюйм3) | 190 кВт (255 гальм. к. с.) при 6600 об/хв | 300 Н⋅м (221 фунт⋅фут) при 2500-4000 об/хв | 2010-2011 роки |
| N52B30 | 2 996 см3 (182,8 дюйм3) | 190 кВт (255 гальм. к. с.) при 6600 об/хв | 310 Н⋅м (229 фунт⋅фут) при 2600 об/хв      | 2009-2015 роки |
| N52B30 | 2 996 см3 (182,8 дюйм3) | 195 кВт (261 гальм. к. с.) при 6600 об/хв | 315 Н⋅м (232 фунт⋅фут) при 2750-4250 об/хв | 2005-2009 роки |
| N52B30 | 2 996 см3 (182,8 дюйм3) | 200 кВт (268 гальм. к. с.) при 6650 об/хв | 315 Н⋅м (232 фунт⋅фут) при 2750 об/хв      | 2006-2010 роки |

### N52B25
130 кВт (174 гальм. к. с.) Застосування:  
- 2006 E90 323i — Канада та Австралія
- 2004-2007 E60/E61 523i
- 2006-2008 E85 Z4 2.5i

150 кВт (201 гальм. к. с.) Застосування:
- 2007-2011 E90 323i — Канада та Австралія
- 2010-2011 F10 523i
- 2009-2011 E89 Z4 sDrive23i

160 кВт (215 гальм. к. с.) Застосування:
- 2005-2010 E83 X3 2.5si, xDrive25i
- 2005-2010 E60/E61 525i, 525xi — крім США та Канади
- 2004-2013 E90/E91/E92/E93 325i, 325xi — крім США та Канади
- 2005-2008 E85 Z4 2.5si

### N52B30
3,0 л (183 дюйм3) моделі N52 мають діаметр отвору 85 мм (3,35 дюйм), штрих 88 мм (3,46 дюйм) і ступінь стиснення 10,7:1. Відхилення вихідної потужності часто пов’язані з різними впускними колекторами та варіаціями програмного забезпечення для керування двигуном. 
160 кВт (215 гальм. к. с.) Застосування: 
- 2006-2007 E90/E92/E93 325i, 325xi — лише для США та Канади
- 2006-2007 E60/E61 525i, 525xi — лише для США та Канади
- 2006-2008 E85 Z4 3.0i — лише для США та Канади
- 2008-2011 E82/E88 125i
- 2008-2010 E60/E61 528i, 528xi — лише для США та Канади
- 2009-2010 E84 X1 xDrive25i

170 кВт (228 гальм. к. с.) Застосування:
- 2007-2013 E90/E91/E92/E93 328i, 328xi — лише для США та Канади
- 2008-2013 E82/E88 128i — лише для США та Канади

180 кВт (241 гальм. к. с.) Застосування:  
- 2010-2011 F10 528i

190 кВт (255 гальм. к. с.) Застосування: 
- 2004-2007 E63/E64 630i
- 2005-2007 E90/E92/E93 330i, 330xi
- 2005-2008 E65/E66 730i
- 2005-2009 E60/E61 530i, 530xi
- 2009-2015 F01 730i
- 2008-2011 E89 Z4 sDrive30i
- 2009-2011 E84 X1 xDrive28i
- 2009-2012 E87 130i
- 2010-2011 F25 X3 28i

195 кВт (261 гальм. к. с.) Застосування:
- 2005-2008 E85/E86 Z4 3.0si
- 2006-2009 E87 130i

200 кВт (268 гальм. к. с.) Застосування: 
- 2006–2010 E83 X3 3.0si
- 2006-2010 E70 X5 3.0si, xDrive30i
- 2007-2010 E63/E64 630i
- 2007-2013 E90/E92/E93 330i, 330xi

### N51B30
Двигун N51 є версією SULEV двигуна N52, який продавався в тих частинах Сполучених Штатів, де діяло законодавство SULEV.  Відмінності від версій N52 включають впускний колектор змінної довжини («DISA») з трьома ступенями замість одного, а також ступінь стиснення, знижений з 10,7:1 до 10,0:1. 

## Дивись також
- BMW
- Список двигунів BMW